# ألين جونستون
ألين جونستون (بالإنجليزية: Allen Johnston)‏ هو قسيس نيوزيلندي، ولد في 2 سبتمبر 1912، وتوفي في 22 فبراير 2002.